# Macropophora accentifer
Macropophora accentifer (denominado popularmente, em português (BRA)ː arlequim-pequeno ou arlequim-amarelo; mas também podendo ser denominado besouro-do-tronco ou broca-do-tronco devido à atividade de suas larvas) é um inseto da ordem Coleoptera e da família Cerambycidae, subfamília Lamiinae; um besouro cujo habitat é a área meridional e subtropical da América do Sul (Brasil, Argentina, Uruguai, Paraguai, Bolívia e Peru), na região neotropical. A espécie foi descrita em 1795 por Guillaume-Antoine Olivier, com a denominação Prionus accentifer, em sua obra Entomologie ou Histoire Naturelle des Insectes.

## Descrição
Trata-se de um besouro de cerca de 3.5 centímetros de comprimento em sua máxima dimensão, de coloração geral castanho-acinzentada e dotado de manchas escuras nos élitros, mas também apresentando quatro característicos desenhos lineares e quase brancos nos seus flancos e região posterior, dois de cada lado; tais desenhos inspirando sua nomenclatura como arlequim-pequeno, numa comparação com o arlequim-grande, Acrocinus longimanus, do qual é aparentado. O seu epíteto específico, accentifer, mostra sua definição quando o seu autor começa a descrição do espécime com a frase "Prione accentué" (accentué = acentuado), indicando-lhe as marcações dos élitros.

## Biologia
Indivíduos adultos de Macropophora accentifer podem ser avistados raspando a casca de troncos e galhos como forma de alimentação, com suas fêmeas fazendo diversos cortes transversais para preparação de sua oviposição, podendo fazê-la mais destacadamente em árvores do gênero Citrus (tangerina, laranja, limão), mas também podendo esta ser feita em outras culturas, como abacate, amora, figo, pêssego e em essências florestais como o cedro; todas as quais as larvas atacam especificamente os troncos, construindo galerias em seu interior.

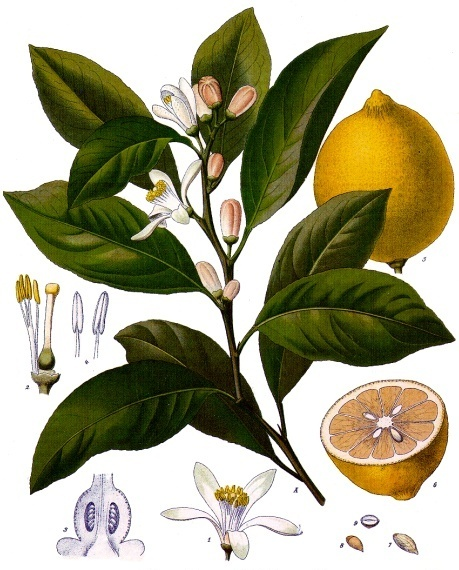
Ilustração de Citrus, a principal cultura atacada pelo besouro M. accentifer.

## Distribuição brasileira deM. accentifer
Sendo um besouro neotropical, um estudo indica que, no Brasil, o arlequim-pequeno está distribuído pelos estados de Pernambuco, Bahia, Mato Grosso, Goiás, Minas Gerais, Espírito Santo, Mato Grosso do Sul, Rio de Janeiro, São Paulo, Paraná, Santa Catarina e Rio Grande do Sul (dos Santos Ferreira et al., 2023).